# Viaducto Candaba
El Viaducto Candaba es un puente de 5 km (3 millas) que pasa por el pantano Candaba y al lado del río Pampanga en la vía expresa del norte de Luzón. Es uno de los puentes más largos de las Filipinas se compone de 4 carriles (2 norte y 2 sur). El viaducto Candaba se eleva sobre el pantano Candaba que mantiene la carretera abierta al tráfico, incluso cuando el pantano se inunda durante la estación lluviosa. Tiene una muy bonita vista del monte Arayat, que es una montaña solitaria en la Llanura Central.